# Ciudad Tula
Ciudad Tula (del náhuatl: Tollan ‘lugar de tules’) es una ciudad en el Estado de Tamaulipas, México. La ciudad fue fundada el 22 de julio de 1617 por el fraile franciscano Juan Bautista de Mollinedo por lo cual usualmente es considerada la ciudad más antigua del estado de Tamaulipas. En 1747 se incorporó al gobierno del Nuevo Santander. Le fue otorgada la categoría de ciudad en 1835. Durante un breve período, de diciembre de 1846 a febrero de 1847, fue sede de la capital del estado. Es cabecera del municipio de Tula.
En 2011 se nombró a Ciudad Tula como parte de los Pueblos Mágicos en reconocimiento a su valor cultural y turístico. Destacan, entre otras cosas, las artesanías de la región (la "cuera", vestimenta típica de Tamaulipas, es originaria de Tula), la arquitectura del periodo del porfiriato, y el saludable clima de la región. Algunos lugares de interés en el municipio son: la zona arqueológica de Tammapul donde se ubica el Cuizillo, una pirámide prehispánica considerada única en su tipo y la más grande de Tamaulipas; El Contadero, segundo centro de peregrinaje más importante en el estado; y la Laguna, que es una zona de esparcimiento para los habitantes de la región.
Ciudad Tula fue una de las ciudades más importantes de Tamaulipas en el siglo XIX y principios del siglo XX. Entre otros personajes, en esta ciudad nacieron Francisco Vázquez Gómez y Emilio Vázquez Gómez, destacados políticos en el periodo revolucionario; Espiridión Lara, primer gobernador de Tamaulipas de la época de la revolución; y doña Carmen Romero Rubio quien fuera la segunda esposa de don Porfirio Díaz.

## Historia

### Época colonial

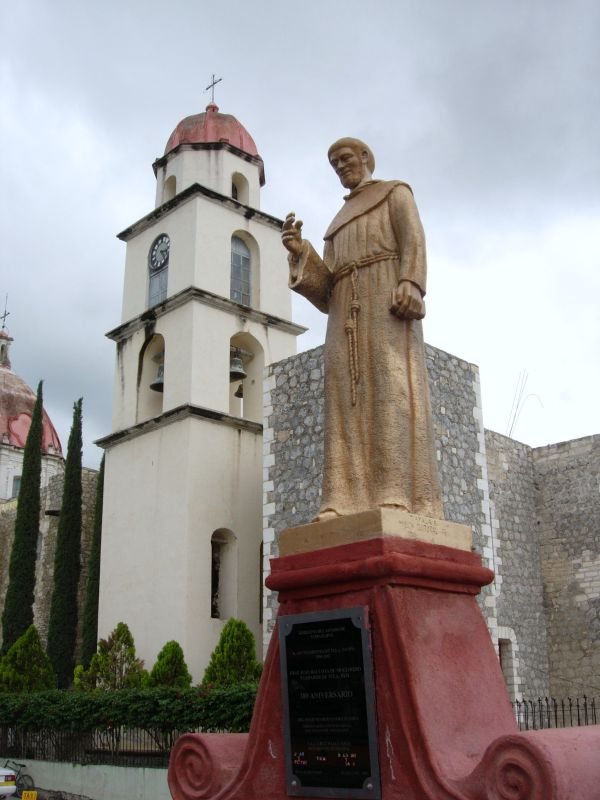
Monumento a fray Juan Bautista de Mollinedo, en Ciudad Tula, Tamaulipas, México.

Los frailes Juan Bautista de Mollinedo y Juan de Cárdenas recorrieron en 1607 la región de Río Verde en San Luis Potosí y el sur de Tamaulipas. En 1612 se otorgó a fray Juan Bautista de Mollinedo la real cédula para realizar trabajo de evangelización y fundar misiones en Río Verde, Cerro Gordo y regiones cercanas. En una carta al rey en mayo de 1616, fray Juan Bautista de Mollinedo describe la región y señala la existencia de una congregación de indígenas pisones en Laguna de Tula. No es posible saber con certeza si el nombre de Tula precede o es posterior a estas fechas.
Fray Juan Bautista de Mollinedo fundó el pueblo de Tula el 22 de julio de 1617 en la falda sur del cerro que ahora se llama La Cruz. El acta de fundación indica que fray Juan Bautista de Mollinedo celebró una misa en una iglesia de jacal, encargada a los pisones en una visita anterior, durante la cual encomendó la misión a San Antonio; levantó en alto una cruz y tomó posesión y amparo de dicha iglesia bajo el derecho parroquial y real. Quedó a cargo de la feligresía fray Diego de Espinosa.
Tula se elevó a la categoría de villa en 1744 durante la visita del Coronel don José de Escandón, sumándose a la población familias procedentes de Querétaro, San Luis Potosí, Río Verde y Guadalcázar. En esta visita, por indicaciones de José Escandón, se realizó el trazo urbano actual designándose lugares para la capilla, la plaza y las casas consistoriales. En abril de 1747, Tula fue incorporada al gobierno del Nuevo Santander.

### México independiente
La población de Tula participó activamente en la guerra de independencia de México. El movimiento insurgente  fue organizado por Mateo Acuña, Bernardo Gómez de Lara y Reyes Pérez, entre otros. El movimiento armado comenzó el 4 de diciembre de 1810 con el sitio a la guarnición española. Los rebeldes dominaron la población en los meses siguientes, a excepción de la irrupción militar del capitán realista Villaseñor.
Los insurgentes encabezados por Mateo Acuña fueron derrotados por tropas realistas al mando de Joaquín Arredondo el 22 de mayo de 1811 en un combate al noreste de Tula. El ejército realista estaba compuesto por 1,800 soldados, entre los cuales se encontraba el entonces cadete Antonio López de Santa Anna. Los rebeldes, por su parte, sumaban 2000 hombres mal armados. El lugar de la batalla se conoce actualmente como los Huesitos.
Desde la independencia y hasta mediados del siglo XIX, Tula fue la ciudad más importante de Tamaulipas. Conforme a las notas de Jean Louis Berlandier y Rafael Chovell en 1831, tenía la reputación de ser "la llave del gran llano central de México". El 17 de octubre de 1835 Tula fue elevada a la categoría de ciudad. A finales de 1846, el gobernador Francisco Vital Fernández trasladó temporalmente la sede de la capital a esta ciudad, durante la invasión del ejército estadounidense.
El 4 de junio de 1865 se libró en Ciudad Tula una de las batallas más importantes en la región durante el Imperio de Maximiliano. Las tropas imperialistas reunidas en Tula sumaban seiscientos hombres cuando la ciudad fue atacada por el coronel Pedro José Méndez al mando de mil cien hombres. Pese al valor y disciplina de los defensores, tras varias horas de combate, el bando republicano se adjudicó la victoria.

### Porfiriato

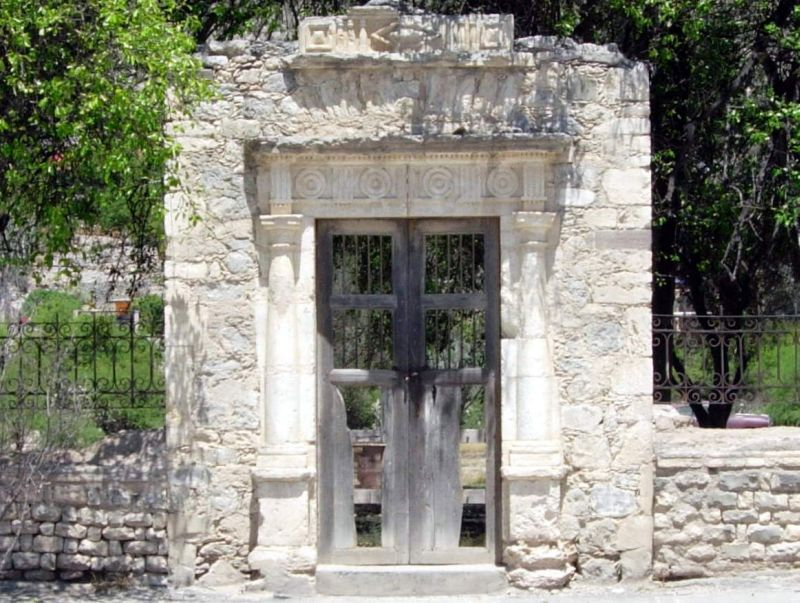
Puerta en una Quinta en Tula, Tamaulipas, México.

Durante el periodo del porfiriato, Tula fue una de las principales ciudades del estado por su industria, agricultura y comercio. El municipio de Tula contaba con 14,764 habitantes en 1873 y 22,116 habitantes en 1900. El censo de 1900 indicaba una población de 6,935 habitantes en la ciudad. El 2 de abril de 1906 fue inaugurada la carretera de Tula a Victoria. En 1909 Tula fue una de las ciudades más afectadas por el ciclón de ese año, la Alameda fue destruida casi completamente y el puente Juárez fue reducido a ruinas.
La principal industria de la ciudad en este periodo fue la talla de ixtle, fibra extraída de las plantas de lechuguilla. En la región de Tula y Jaumave, la industria del ixtle daba empleo a más de 3,000 personas. La fibra era enviada a Tampico y de ahí se exportaba principalmente a Nueva York y otros destinos como Le Havre, Francia. El Anuario Estadístico de 1907 registra para Tula 3 fábricas de cal, 4 fábricas de piloncillo, una fábrica de aguardiente, una fábrica de dulces, una fábrica de fideo, 14 tallanderías de fibras, 4 fábricas de tejido de ixtle, una rebocería, una fábrica de velas, entre otras industrias.
La educación en Tula destacaba a nivel estatal. El Ing. Alejandro Prieto señalaba en 1873 que en Tula "se ha tenido mayor esmero que en ningún otro pueblo del Estado en establecer el mayor número de escuelas públicas". Existieron en esa época hasta 22 planteles en la ciudad. La principal escuela primaria era la Escuela Benito Juárez (hoy Escuela Miguel Hidalgo) dirigida por el Profr. Manuel Villasana Ortiz, que contaba con más de mil alumnos provenientes de varios municipios.

### Revolución mexicana
El 19 de mayo de 1911, en la región de Tula se levantó en armas el profesor Alberto Carrera Torres al mando de 300 hombres. El llamado "Ejército libertador" entró a la ciudad de Tula el 21 de mayo de 1911. Los rebeldes liberaron a los presos e incendiaron varios comercios y edificios públicos. Dos días después se instauró un ayuntamiento a cargo de Filiberto Sustaita. La ciudad fue recuperada sin combate el 5 de junio por fuerzas federales al mando del Cabo Febronio Salazar.  Por órdenes del general Arzamendi, el cabo Salazar abandonó la ciudad el día 7 de junio.
La ciudad fue objetivo estratégico de tropas federales y rebeldes durante el periodo revolucionario. El 27 de octubre de 1912 Tula fue atacada por un grupo armado encabezado por Matías de León que fue rechazado por las fuerzas federales. En marzo de 1913, tropas carrancistas al mando de Jesús Dávila Sánchez y Santos Coy, tomaron temporalmente la ciudad para partir después rumbo al sur de Coahuila.
El general Alberto Carrera Torres intentó tomar la ciudad de Tula en fechas posteriores. El 21 de mayo de 1913 tomó la plaza pero fue desalojado por el teniente coronel Clemente G. González. El 24 de septiembre de 1913 las tropas del general Carrera Torres se apoderaron del cerro "El picacho" y fueron rechazados en el "Cerro de la cruz". El 24 de octubre de 1913 el general Alberto Carrera Torres junto con otros jefes rebeldes atacaron la ciudad de Tula y se apoderaron del cerro de "La peña" pero no lograron vencer a las tropas del teniente Vicente Gutiérrez. El 28 de noviembre de 1913 intentó nuevamente tomar la ciudad y fue rechazado por la guarnición local.

### Época contemporánea

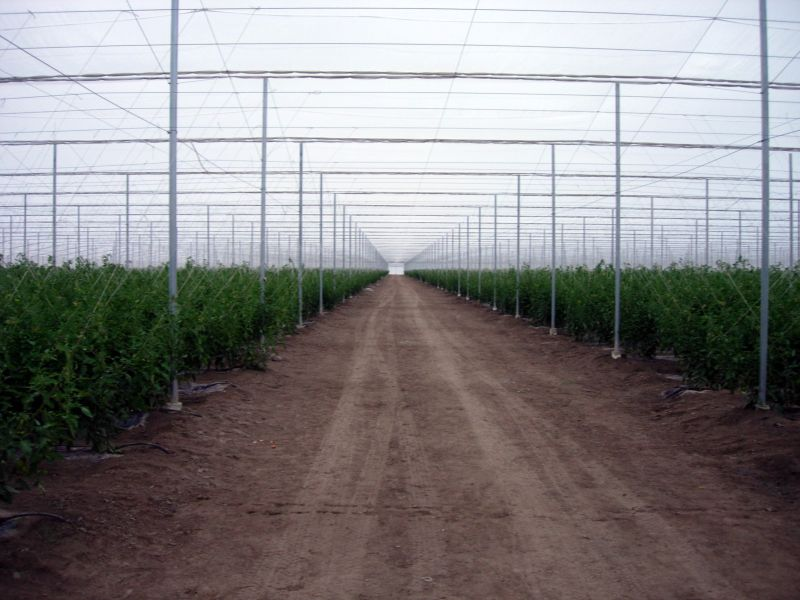
Cultivo de hortalizas en invernadero en Ciudad Tula, Tamaulipas.

En la actualidad, la ciudad cuenta con servicios comerciales tales como restaurantes, hoteles, gasolinerías, mercado y otros locales comerciales. La infraestructura educativa abarca desde preescolar hasta bachillerato, incluyendo además planteles universitarios de extensión. En el área de salud se cuenta un hospital rural del IMSS y existe atención por parte del ISSSTE, la SSA y consultorios particulares.
En los alrededores de la ciudad destacan los esfuerzos recientes en agricultura. Existen más de 163 hectáreas de cultivos hortícolas en ambientes controlados, siendo uno de los proyectos más ambiciosos de su tipo en el noreste del país. Adicionalmente, la región de Tula se ha llegado a considerar "el olivar de México", por sus cultivos de olivo que abarcan más de 2,200 hectáreas.

## Premios del ayuntamiento
En el gobierno municipal de 2018-2021 por vez primera se hizo una gestión administrativa con perspectiva de género, incluyendo en su agenda de gobierno importantes acciones como la institución de las Medallas Isaura Calderón y la de Amalia García Méndez, por acuerdo del H. Cabildo y a propuesta de la Mtra. Zayonara Páez Olvera, Secretaría del R. Ayuntamiento.
La medalla Isaura Calderón, en el marco del Día Internacional de la Mujer, se impuso en ceremonia del viernes 8 de marzo del 2019 a la Dra. Yesenia Flores Méndez, por su contribución en el campo del arte y la cultura, siendo una tulteca de origen campesino, escritora, historiadora, investigadora, promotora cultural y artística, destacando en los Programas: de Estímulos a las Culturas Municipales y de Estímulos a la Cultura y el Desarrollo Artístico, además de ser autora del libro Historia, Sociedad y Vida Cotidiana en Tula Tamaulipas.
El R. Ayuntamiento de Tula, en el marco de la conmemoración de la Participación de las Mujeres en la Vida Política y Social que se celebra cada 17 de octubre con motivo Aniversario del Voto Femenino en México y del Día Internacional para la Eliminación de la Violencia contra las Mujeres, decretado por la ONU el 25 de noviembre, instituyó e hizo entrega de la Medalla Amalia García Méndez, en honor a la tulteca que es reconocida como la primera mujer alcaldesa en Tamaulipas, que gobernó el municipio de Mante en 1960, llegando al cargo por designación del entonces gobernador Norberto Treviño Zapata. 
El H. Cabildo de Tula 2018-2021, en pleno, acordó galardonar a 5 mujeres tultecas que destacaron en el ámbito del poder político, social, económico y en las áreas de la artesanía y el deporte, en una ceremonia teniendo como invitada de honor a la Dominicana Minerva Josefina Tavárez Mirabal y en Sesión del Observatorio de Participación Política de las Mujeres en Tamaulipas.
Cada una de las ganadoras de la Medalla Amalia García Méndez fueron:
- En la categoría de participación política: Profesora Guadalupe Govea Espinoza, por ser la primera mujer que fue alcaldesa del municipio de Tula. Nació en Tula, Tamaulipas el 11 de febrero de 1937, cuenta con 82 años, sus padres fueron el Sr. J. Jesús Govea Goitia y la Sra. Celerina Espinoza Briones, casada con el Lic. Renato Castro Salazar, con quien procreó 3 hijos: Renato, Yako y José Luis. Estudió en la Primaria Urbana Minerva y en la Escuela Secundaria Federalizada número 39, hoy conocida como Alberto Carrera Torres. En 1953, se inició como maestra rural en el ejido Cristóbal Colón, laborando en comunidades de Bustamante y Tula. Realizó estudios superiores en el Instituto de Mejoramiento Profesional del Magisterio en Ciudad Victoria, en donde concluyó su educación normal, obteniendo el título de Profesora de Educación Primaria. Egresó de la Escuela Normal Superior de Tamaulipas, obteniendo el título de Profesora de Educación Media Superior con Especialidad en Matemáticas. Durante su trayectoria se hizo acreedora a las Medallas Rafael Ramírez e Ignacio Manuel Altamirano por 30 y 40 años de servicio educativo, respectivamente. Fue regidora suplente en dos ocasiones en el ayuntamiento de Tula. Regidora propietaria en el ejercicio de 1978-1980. Diputada Suplente y en 1990, protestó el cargo como diputada propietaria por el cuarto distrito electoral. Lo que la coloca dentro de las primeras 14 diputadas de Tamaulipas. Fue presidenta municipal de Tula, de 1993 a 1995, convirtiéndose en la primera mujer en gobernar el municipio.
- En la categoría de lucha social: Lic. Ramona Molina Tovar. Nació el 12 de junio de 1964, en el ejido San José de las Flores de Bustamante, Tamaulipas. Cuenta con 56 años, es madre de 5 hijos: César, Enrique, Margarito, Sodelva, Nataly, Jorge Alejandro y Jesús Ardían González Molina. Rompió barreras y estereotipos en el municipio al ingresar a laborar en la Dirección de Seguridad Pública como Agente de Tránsito, espacio hasta ese momento culturalmente asignado para el género masculino. Convirtiéndose en pionera de la promoción de la Cultura Vial y de Seguridad, llevando talleres a los diversos planteles educativos y logrando cosechar importantes resultados en el ámbito social. A pesar de las adversidades económicas, al ser la única proveedora del hogar, decide superarse y a la par de sus responsabilidades laborales y de madre soltera, en edad adulta estudia la profesión de Licenciada en Derecho, titulándose a los 50 años. Tiene diplomados en juicios orales en materia penal y ha realizado cursos, seminarios talleres, con enfoque en el área de seguridad pública. Se distingue por ser una mujer solidaria, altruista y que siempre está emprendiendo acciones en beneficio de sus semejantes.
- En la categoría de desarrollo económico: C. Cleotilde Cedillo Hernández. Nació el 10 de junio de 1963 en Tula, Tamaulipas. Tiene 56 años, hija del Sr. Alfonso Cedillo García y la Señora Severina Hernández López, casada con el Sr. José Luis Godoy Flores, con quien procreó 3 hijos: Karina, Elizabeth y Luis Alberto Godoy Cedillo. Desde muy pequeña, y gracias al ejemplo de su madre, se forjó en el ámbito del trabajo. Su sueño siempre fue el tener su propio negocio. Lo anterior, le llevó a probar con diferentes opciones, como el de un restaurante, taquería y otros. Mujer de actitud férrea, que al innovar, le llevó en 1982 elaborar y comercializar nieves y paletas, surtiendo con su producto pequeñas tiendas y cooperativas de las escuelas. En mayo de 2006, inicia un negocio elaborando sus productos en forma artesanal a base de cactus de la región como garambullo, nopal y pitaya, logrando instituir la CactuNieve como un ícono tulteco y referente turístico tamaulipeco, llevando la cultura y tradición tulteca al mercado nacional e internacional.
- En la categoría de legado artesanal: Felipa Reyes Rodríguez. Nació el 26 de abril de 1937, en el ejido Santa Ana de Nahola en Tula, Tamaulipas. Tiene 82 años. Sus padres fueron el Sr. Camilo Reyes Gaytán y la Señora Petra Rodríguez Sáenz. Casada con el Sr. Juan Gaytán Aguilar, con quien procreó 8 hijos, José Santana, Aurelio, Adela, Vidala, Clemencia, Antonia, Gonzalo y María Félix. De condición humilde, proveniente de una familia indígena nahola dedicada a la agricultura en una región árida, en la cual, la principal actividad era el tallado de lechuguilla, motivo por el que se involucra en el trabajo desde los 5 años, con el único fin de aportar sustento al hogar desarrollando el oficio que le heredaron su abuela y su madre. Es así, como durante 77 años, con sus manos moldea el barro rojo y crea ollas, jarros, platos y comales que alcanzan una redondez precisa, usando materiales de origen natural como la leña, la guapilla y el yeso. La técnica que usa es 100% artesanal y requiere de un proceso arduo, pero es una mujer incansable y trabajadora, virtudes que le han convertido en la mejor alfarera de la región.
- En la categoría de trayectoria deportiva: Kenia Estefanía Guadalupe Salinas Verdín. Nació el 14 de abril de 1993 en Tula, Tamaulipas. Sus padres son el Ing. Felipe Salinas Villasana y la Lic. Elia María Verdín García. De profesión licenciada en Derecho, con Maestrías en Derecho Interinstitucional en Derechos Humanos y en Derecho Procesal Penal. Joven profesionista que ha logrado trascender por su afición al fut bol. Combinando la excelencia académica con el deporte ha logrado romper importantes barreras y estereotipos al recibir en el 2018, el reconocimiento por ser la primera mujer directora técnica en la Liga de Campeones de Ciudad Victoria, en la categoría libre varonil. Se ha hecho acreedora a la medalla Hermano Miguel por el mérito académico por mejor promedio de la Licenciatura en Derecho en la Universidad La Salle, trofeo de honor y mérito académico por el mejor promedio en la acentuación de humanidades en el colegio José de Escandón La Salle. Ha participado como jugadora, directora técnica de diversos equipos deportivos en rama varonil y femenil en el estado de Tamaulipas.

## Clima
| Parámetros climáticos promedio de Tula, Tamaulipas | Parámetros climáticos promedio de Tula, Tamaulipas | Parámetros climáticos promedio de Tula, Tamaulipas | Parámetros climáticos promedio de Tula, Tamaulipas | Parámetros climáticos promedio de Tula, Tamaulipas | Parámetros climáticos promedio de Tula, Tamaulipas | Parámetros climáticos promedio de Tula, Tamaulipas | Parámetros climáticos promedio de Tula, Tamaulipas | Parámetros climáticos promedio de Tula, Tamaulipas | Parámetros climáticos promedio de Tula, Tamaulipas | Parámetros climáticos promedio de Tula, Tamaulipas | Parámetros climáticos promedio de Tula, Tamaulipas | Parámetros climáticos promedio de Tula, Tamaulipas | Parámetros climáticos promedio de Tula, Tamaulipas |
| Mes                                                | Ene.                                               | Feb.                                               | Mar.                                               | Abr.                                               | May.                                               | Jun.                                               | Jul.                                               | Ago.                                               | Sep.                                               | Oct.                                               | Nov.                                               | Dic.                                               | Anual                                              |
| -------------------------------------------------- | -------------------------------------------------- | -------------------------------------------------- | -------------------------------------------------- | -------------------------------------------------- | -------------------------------------------------- | -------------------------------------------------- | -------------------------------------------------- | -------------------------------------------------- | -------------------------------------------------- | -------------------------------------------------- | -------------------------------------------------- | -------------------------------------------------- | -------------------------------------------------- |
| Temp. máx. abs. (°C)                               | 33.0                                               | 36.0                                               | 41.0                                               | 45.0                                               | 45.0                                               | 44.0                                               | 39.0                                               | 39.0                                               | 39.5                                               | 40.0                                               | 39.9                                               | 39.9                                               | 45                                                 |
| Temp. máx. media (°C)                              | 21.9                                               | 23.8                                               | 27.6                                               | 30.3                                               | 32.4                                               | 31.3                                               | 29.9                                               | 29.7                                               | 29.0                                               | 27.5                                               | 25.2                                               | 22.7                                               | 27.6                                               |
| Temp. media (°C)                                   | 14.6                                               | 16.0                                               | 18.9                                               | 21.6                                               | 23.9                                               | 24.0                                               | 23.1                                               | 22.8                                               | 22.2                                               | 20.4                                               | 17.7                                               | 15.6                                               | 20.1                                               |
| Temp. mín. media (°C)                              | 7.2                                                | 8.1                                                | 10.2                                               | 12.8                                               | 15.5                                               | 16.7                                               | 16.2                                               | 16.0                                               | 15.4                                               | 13.2                                               | 10.3                                               | 8.4                                                | 12.5                                               |
| Temp. mín. abs. (°C)                               | -6.5                                               | -6.5                                               | -4.0                                               | 1.0                                                | 7.0                                                | 0.0                                                | 1.0                                                | 5.0                                                | 1.0                                                | 2.0                                                | -3.0                                               | -6.0                                               | -6.5                                               |
| Fuente: Servicio Meteorológico Nacional            |                                                    |                                                    |                                                    |                                                    |                                                    |                                                    |                                                    |                                                    |                                                    |                                                    |                                                    |                                                    |                                                    |

## Cultura
Entre los rasgos culturales más distintivos de la ciudad se pueden mencionar sus artesanías, su gastronomía y sus fiestas. Las artesanías de Tula han destacado desde mucho tiempo atrás por su calidad. Entre otras artesanías, la más emblemática es la llamada cuera tamaulipeca. En cuanto a la gastronomía, un platillo único en la gastronomía nacional son las enchiladas tultecas.

### Cuera tamaulipeca
La cuera tamaulipeca es una artesanía tulteca que ha trascendido hasta ser representativa del estado de Tamaulipas. La cuera proviene de un traje llamado cotón que era utilizado por los vaqueros para protegerse de las ramas y espinas. El clima seco y frío de Tula favorecía el uso cotidiano de este tipo de prendas. La primera cuera fue elaborada por Rosalío Reyna, por encargo del general Alberto Carrera Torres. En este primer modelo se agregaron más barbas al cotón y se añadieron los dibujos que representan las plantas y flores del campo.
Con el tiempo el atuendo se popularizó como parte de la identidad tamaulipeca. Durante el gobierno del Dr. Norberto Treviño Zapata se adoptó como traje regional. Debido al carácter masculino de la prenda, en ese periodo se realizó un concurso para el diseño de un atuendo femenino consistente en chamarra y falda. La elaboración es completamente artesanal y su elaboración tarda varios días. La piel se curte y típicamente se le da una tonalidad chedrón o beige. Los dibujos se elaboran con plantillas y se pegan y cosen a la chamarra. Actualmente se considera como una prenda de gala para uso en fiestas o eventos especiales.

### Gastronomía
En cuanto a la gastronomía, las tradicionales enchiladas tultecas ocupan un lugar especial en la cocina regional. Las enchiladas tultecas son elaboradas con tortilla roja, y llevan como guiso papa, chorizo, queso, cebolla, jitomate, chile piquín y otros ingredientes. Otros platillos característicos son el cabrito en su sangre, en amarillo, estilo ranchero etc, el asado y mole de boda, los pemoles y el turrón. Mención especial merecen las nieves de sabores únicos de la región, tales como nieves sabor garambullo, pitaya o tuna.

### Tula en el arte
Varias obras literarias contienen referencias a esta ciudad. La novela más conocida que hace referencia esta ciudad es "Estación Tula" de David Toscana, que intercala la ficción con referencias a la historia, geografía y arquitectura de Tula. En poesía destaca la obra de Manuel José Othón, quien escribió su aclamado "Himno de los bosques" inspirado en los alrededores de Tula. También escribió en esta localidad varios sonetos y un texto en prosa que describe la región serrana. En la música, Tula es mencionada al inicio de "El cuerudo tamaulipeco", la canción más representativa del estado de Tamaulipas. Adicionalmente, varios huapangos y corridos mencionan esta ciudad.

## Lugares de interés

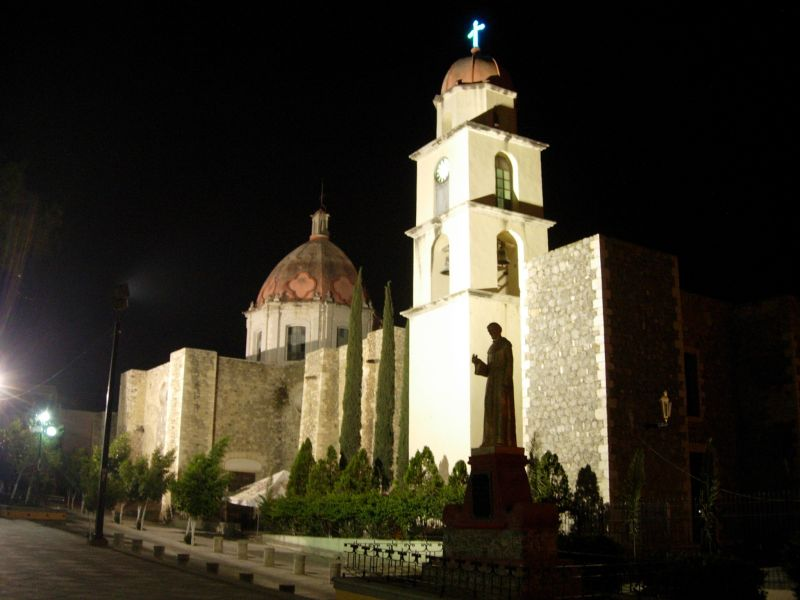
Vista nocturna de la parroquia de San Antonio de Padua, en Ciudad Tula, Tamaulipas, México.

Tula ofrece varios lugares de interés tanto en la ciudad como en los alrededores. Dentro de la ciudad, el centro histórico cuenta con varios edificios del siglo XVIII y XIX. Cercanos a la ciudad, se pueden encontrar lugares de interés como Tammapul, El Contadero y las ruinas de varias haciendas.

### En la ciudad

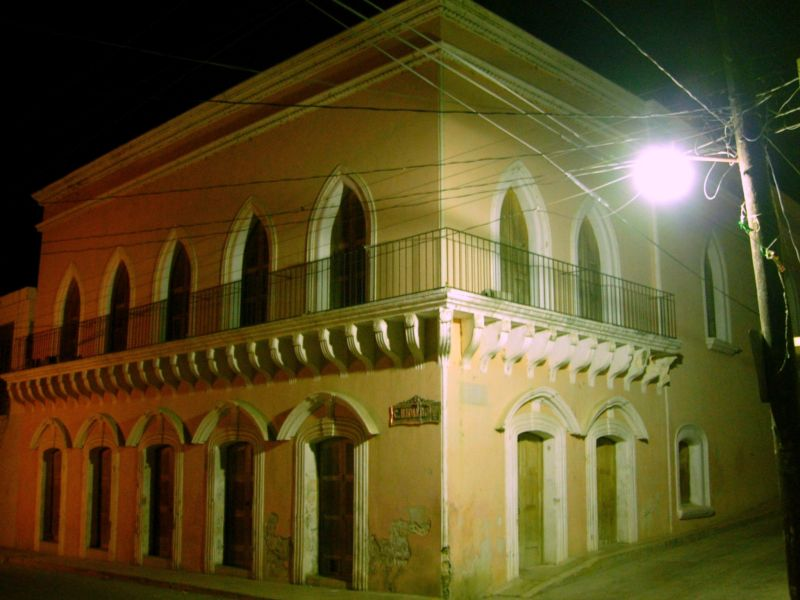
Casa de la Cultura en Ciudad Tula, Tamaulipas, México.

El centro de la ciudad cuenta con más de cuatrocientas construcciones consideradas como históricas. Estas edificaciones son representativas de la arquitectura colonial y del periodo del porfiriato.
Junto a la plaza principal, destaca el Templo de San Antonio de Padua. Este templo fue construido a mediados del siglo XVIII y una de sus características es que en su torre cuenta con un reloj inglés desde 1889. En el centro de la ciudad se encuentra también la Casa de la Cultura (antigua Escuela Minerva), con su característica fachada con arcos ojivales típicos de la arquitectura gótica, y otros edificios tradicionales como el antiguo Hotel Diligencias.
Fuera del centro de la ciudad, vale la pena visitar también el Templo del Rosario, construido a principios del siglo XX, y el Templo de las Angustias.

### En los alrededores
En la zona arqueológica de Tammapul existen vestigios de una cultura que habitó la región entre los años 600 y 900 d. C. La construcción principal es el "Gran Cué" conocido popularmente como "El Cuizillo". Este edificio construido con piedra caliza tiene una base de 41 metros de diámetro y 12 metros de altura. La estructura es cónica con tres pisos, con un núcleo cilíndrico de alrededor de 8 metros de diámetro. No existen registros de construcciones similares en Mesoamérica.
El Contadero es el segundo centro de peregrinaje más importante en Tamaulipas. En este lugar está la Virgen del Contadero, una imagen de la virgen esculpida en la piedra que es venerada desde el siglo XVIII. El nombre de este paraje, ubicado en la sierra de Gallitos, proviene de que era un lugar apropiado para el descanso y el recuento de las mercancías que eran trasladadas en recuas de mulas desde el centro el país con rumbo a Tampico. Dentro del municipio es posible visitar antiguas haciendas tales como Los Charcos, Cerro Gordo y La Verdolaga.

## Personas destacadas
- Amalia García Méndez. Profesora, defensora de los derechos de las mujeres y primera mujer que gobernó un municipio de Tamaulipas por designación.[16]
- Bernardo Gómez de Lara. Guerrillero de la independencia
- Carmen Romero Rubio. Segunda esposa de Porfirio Díaz, presidente de México.
- Cipriano Villasana Jiménez Médico y poeta
- Emilio Vázquez Gómez. Abogado y político.
- Espiridión Lara. Gobernador interino de Tamaulipas.
- Esteban Nuñez. Poeta y microhistoriador.
- Fausto Carrera. Militar.
- Francisco Carrera Torres. Militar.
- Francisco L. de Saldaña. Gobernador interino de Tamaulipas.
- Francisco Vázquez Gómez. Médico y político.
- José Eustaquio Fernández. Sacerdote y político.
- Isaura Calderón. Poetisa y pianista.[17]
- Manuel Villasana Ortiz. Educador y escritor.
- Ponciano Navarro. Líder revolucionario.
- Telesforo Villasana. Periodista

### Residentes notables
- Alberto Carrera Torres. Maestro y militar. Cursó sus estudios en la Escuela Benito Juárez (actualmente Escuela Miguel Hidalgo) en Tula. Se desempeñó profesionalmente en esta ciudad y fue líder revolucionario en la región.
- Julia Nava de Ruisánchez. Escritora y activista. Directora de la Escuela Superior de Tula en 1900. Se destacó como activista política y fundó la primera sociedad feminista en México.
- Manuel José Othón. Poeta y dramaturgo. En 1889 llegó a Tula como encargado del Juzgado de Primera Instancia. En esta ciudad escribió "El himno de los bosques", uno de sus poemas más famosos, inspirado en la sierra de Gallitos.
- Manuel Martínez de Navarrete. Poeta novohispano. Se desempeñó como cura párroco de Tula en 1807. Llamado "el cisne americano" por su obra poética. Escribió parte de su obra desde esta localidad.